# Голова комах

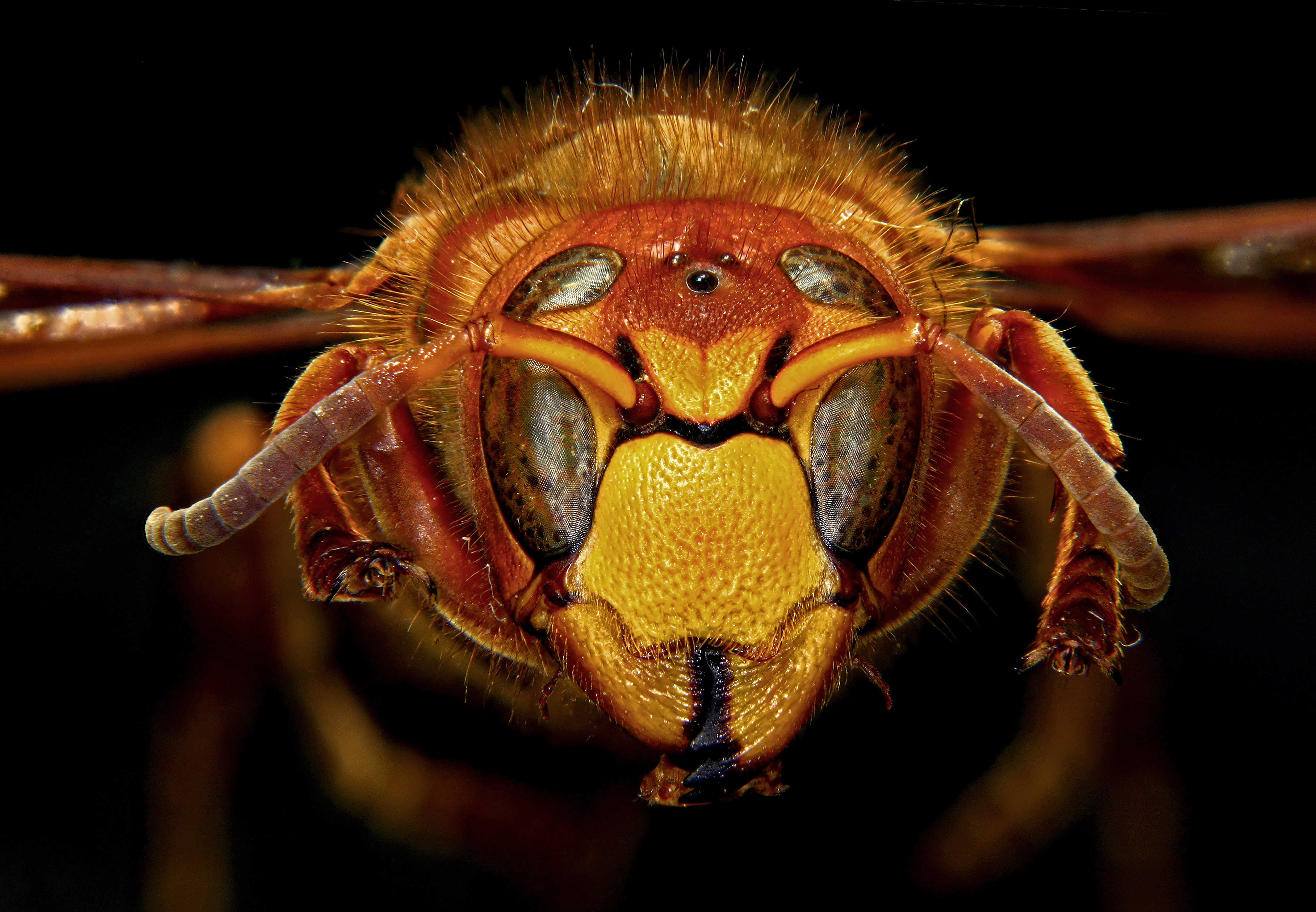
Голова оси шершня (Vespa crabro). Добре видно антени, дві серпоподібні верхні щелепи—мандибули (в нижній частині), пару великих складних очей і поміж ними на лобі — три чорних невеличких простих о́чка

Голова́ кома́х — передній відділ (тагма) їхнього тіла. Звичайно має вигляд округлої капсули із отвором (ротом) у нижній частині. Голова несе антени, пару складних очей, три прості о́чка, рецептори інших органів чуття і ротовий апарат. Всередині капсули розташоване скупчення нервових вузлів — головний мозок. У комах основні функції голови — споживання їжі та сприймання зовнішніх подразників.

## Походження
Про формування голови комах в ході еволюції можна судити на базі вивчення споріднених ним сучасних груп (членистоногі, первиннотрахейні, тихоходи), палеонтологічних свідчень та зародкового розвитку сучасних комах. Базуючись на цих дослідженнях, загальний хід цефалізації у комах звичайно малюють таким чином.
Предок комах був схожий на кільчастих червів: його тіло складалося з члеників (сегментів), кожен з яких являв собою суцільне кільце. Голова істоти складалася з трьох члеників і мала чутливі щетинки й примітивні очі.
Кожен з решти сегментів, крім останнього, ніс пару кінцівок. Ротовий отвір знаходився на черевній стороні тіла, між головою та першим члеником. Із часом його кінцівки злились, утворивши придаток, що спрямовував їжу до роту.
Потім кінцівки другого членика перемістилися вгору і утворили антени, а кінцівки третього членика зникли. Три перші членики тулуба злилися з головою, шість їхніх гангліїв злилися, утворивши мозок. Ротовий отвір разом з «колишніми» кінцівками другого членика змістився до заду, між третім і четвертим члеником. Порожнина рота перетворилася на кишеню, де накопичувалася їжа, що її проковтнула тварина. Кінцівки четвертого членика утворили мандибули. Подальша еволюція тривала у напрямку подальшої спеціалізації.

## Будова

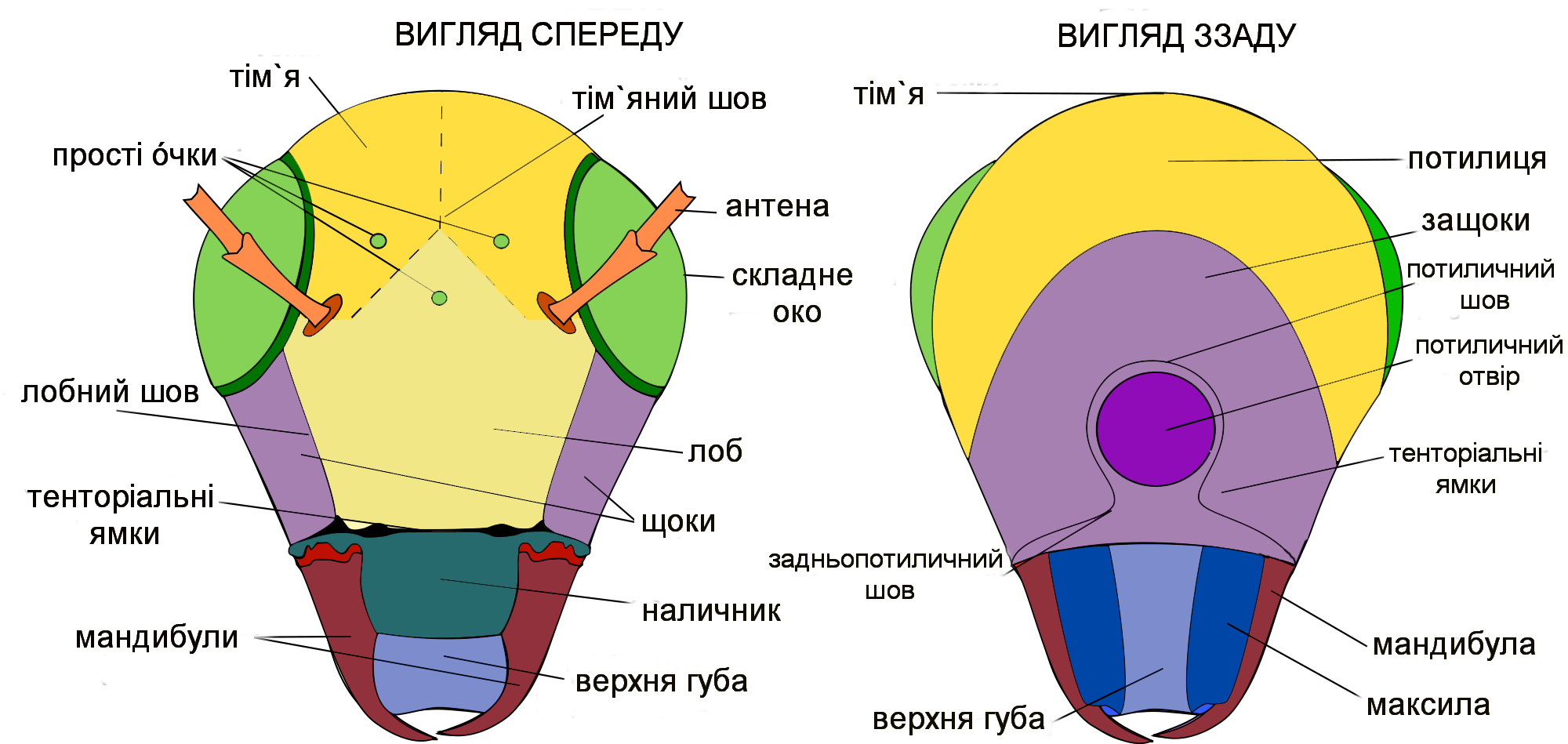
Схема голови комах

Вся поверхня головної капсули суцільна, слідів від злиття вихідних сегментів майже немає. Шви, які неважко побачити на голові, здебільшого, не є такими слідами, вони виникли пізніше для укріплення голови у місцях підвищених навантажень. Окремі частини головної капсули позначаються спеціальними термінами (тім'я, наличник тощо — див. малюнок). Стінки верхньої частини голови товстіші, міцніші — адже вони захищають головний мозок.
Зверху над ротовим отвором нависає, як козирок, верхня губа. Позаду рота стінка голови досить тонка і гнучка, від цієї мембрани всередині ротової порожнини відходить виріст — підглоточник (гіпофаринкс). Він допомагає ковтати їжу, на ньому відкриваються слинні залози. Обабіч нього зовні до черевного боку капсули прикріплюються ротові придатки — пара мандибул, пара максил і нижня губа.
Ззаду голова має форму підкови. Знизу її замикає нижня губа, лишається отвер посередині — крізь нього до ротової порожнини підходить стравохід, нервовий ланцюжок, проток слинних залоз, аорта і трахеї. Крізь цей же отвір в порожнину голови надходить і звідти виходить гемолімфа.

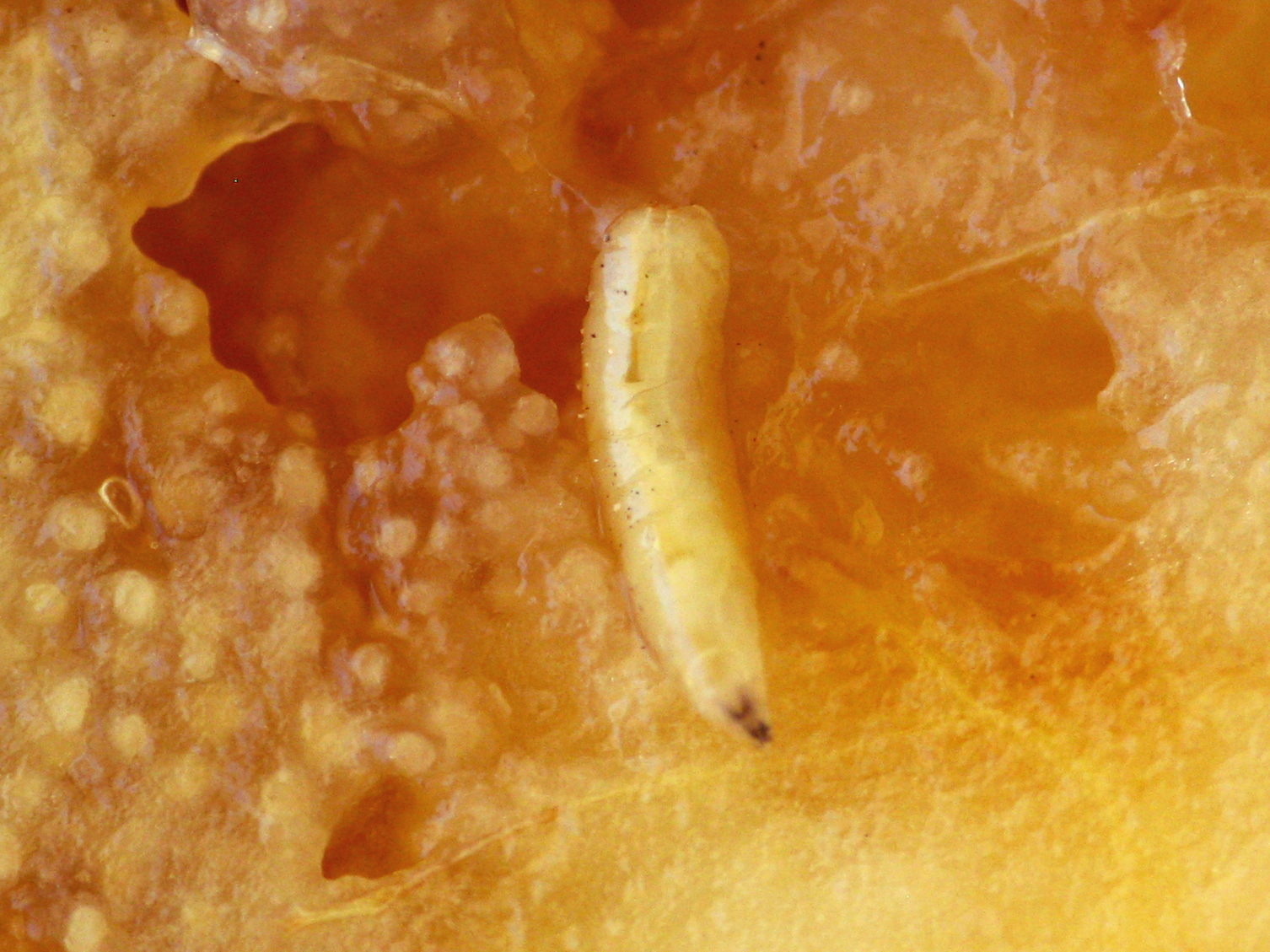
Личинка фруктової мухи Ceratitis capitata. Подібно до личинок інших мух, вона не має голови. Головний мозок у них знаходиться у грудному відділі, а ротові придатки атрофовані

Всередині головної капсули, крім мозку, знаходяться пов'язані з ним структури — ендокринні залози тощо. Голова має також міцний внутрішній скелет (тенторіум) — систему перекладок. Це випини стінок капсули, які надають їй додаткової міцності. До них також прикріплюється мускулатура ротового апарату.
Певна річ, ця схема має безліч варіантів в різних групах комах, аж до того, що у личинок двокрилих голови, власне немає.

## Форма, розміри та розташування голови
Типова голова комахи схожа на перевернуту чашу. Але в зв'язку з особливостями способу життя її форма може дуже відхилятися від типової.
Часом передня частина голови дуже витягнута. При цьому вона може утворювати головотрубку (рострум). Він особливо характерний для частини родин Довгоносикоподібних. Це адаптація до відкладання яєць всередину якогось субстрату, часом досить твердого, орган, аналогічний яйцекладу. На верхівці головотрубки знаходиться мініатюрні щелепи. Видовжену уперед голову мають також і деякі терміти, скорпіонові мухи та цикади.
У багатьох комах голова розташована так, що ротові органи спрямовані донизу (як, приміром, у шершня — див. фото вище) або, принаймні, вперед–униз (лускокрилі). Інший варіант — ці органи «дивляться» чітко вперед. Це особливо характерно для хижаків (жуки туруни). Нарешті, є комахи ротовий отвір яких спрямований косо назад і донизу. Це є результатом того, що передня верхня частина голови у них витягнута уперед так, що лоб і тімя утворюють гострий кут (деякі прямокрилі).